# Curt Lindner (Mathematiker)
Charles Curtis „Curt“ Lindner (* 21. Juli 1938 in Tampa (Florida)) ist ein US-amerikanischer Mathematiker, der sich in der Kombinatorik besonders mit Blockplänen (Designs) befasst, zum Beispiel mit Steiner-Tripel-Systemen.
Lindner wuchs in Decatur (Georgia) auf. Er studierte Mathematik am Presbyterian College in Clinton (South Carolina) mit dem Bachelor-Abschluss 1960, lehrte ein Jahr an einer High School in Jacksonville in Florida und studierte danach an der Emory University mit dem Master-Abschluss 1963. Danach unterrichtete er, nachdem er geheiratet hatte, vier Jahre als Assistant Professor am Coker College in Hartsville (South Carolina), einem College für Frauen. Er wurde 1969 an der Emory University bei Trevor Evans promoviert (Some Embedding Theorems for Partial Latin Squares).  Er wurde 1969 Assistant Professor, 1973 Associate Professor und 1976 Professor an der Auburn University. 1985 bis 1990 war er dort Alumni Professor und seit 1994 Distinguished University Professor.
Er lehrt regelmäßig an der University of Queensland, an der er seit 1994 eine Ehrenprofessur hat. Außerdem ist er Ehrenprofessor an der Università di Catania. Er war mehrfach Gastprofessor in Montreal und Gastprofessor an der Universität Messina, der University of Waterloo, der University of Newcastle in Australien, am Georgia Institute of Technology, in Taiwan, Canterbury in Neuseeland, Puerto Rico, Istanbul und an der McMaster University.
Er arbeitete seit 1974 eng mit Alexander Rosa zusammen.
2013 erhielt er die Euler-Medaille.